# Margaret le Despenser (1323-1337)
Pour les articles homonymes, voir Margaret le Despenser.
Margaret le Despenser (juillet ou août 1323 – 1337) est une religieuse anglaise du XIVe siècle.

## Biographie
Née à Cowick dans le Yorkshire, Margaret le Despenser est le huitième enfant d'Hugues le Despenser, 1er baron le Despenser, et d'Éléonore de Clare, 6e dame de Glamorgan et nièce du roi Édouard II d'Angleterre. Elle se trouve ainsi être une arrière-petite-fille du roi Édouard Ier. Sa date de naissance est située peu avant le 2 août 1323, date à laquelle Édouard II en est informé. Au moment de sa naissance, le père de Margaret est le favori du roi et dispose d'une immense influence à la cour, qui le fait pourtant entrer en conflit avec Isabelle de France, l'épouse d'Édouard, et le reste du baronnage anglais. Margaret passe les premières années de sa vie dans sa ville natale de Cowick, où elle est élevée sous la supervision d'un certain Thomas Houk (ou Hook).
Le 24 novembre 1326, quelques jours après l'arrestation d'Édouard II par les soldats d'Isabelle, Hugues le Despenser est exécuté pour haute trahison sur ordre de la reine, tandis qu'Éléonore de Clare est enfermée à la Tour de Londres avec certains de ses fils. Puis, le 1er janvier 1327, Margaret est cloîtrée au prieuré de Watton, dans le Yorkshire, sur ordre d'Isabelle : « Au prieur et au couvent de Watton. Ordre de faire en sorte que Margaret, fille d'Hugues le Despenser le Jeune, que le roi [Édouard II] leur envoie, soit admise et voilée sans délai, qu'elle demeure pour toujours sous l'ordre et l'habit régulier de cette maison et qu'elle fasse profession aussi vite que possible dans les mêmes conditions. [...] Ordre de faire admettre et voiler dans [ladite maison] [...] Margaret et de [la] faire professer aussi rapidement que possible. » Un ordre similaire concerne sa sœur Éléonore, envoyée au couvent de Sempringham, dans le Lincolnshire. Seules deux filles d'Hugues le Despenser échappent à ce sort : Isabelle, déjà mariée à Richard FitzAlan, et Élisabeth, en raison de son très jeune âge.
L'émission d'un tel ordre de la part d'Isabelle de France survient alors que le sort d'Édouard II — qui sera déposé quelques semaines plus tard et n'est en aucun cas concerné dans la réclusion de Margaret le Despenser — est encore incertain. L'historienne Frances Underhill pense que cet ordre a été donné afin d'empêcher les filles d'Hugues le Despenser et d'Éléonore de Clare de transmettre la fortune de leurs parents, mais étant donné que le couple a alors quatre fils, leurs chances d'hériter quoi que ce soit sont alors très réduites. De plus, la totalité des titres et possessions d'Hugues a été confisquée lors de sa condamnation à mort. En réalité, il apparaît plus probable qu'une telle décision reflète la vindicte de la reine Isabelle envers la famille le Despenser. Margaret le Despenser passe ainsi le reste de son existence recluse à Watton, où elle meurt prématurément au cours de l'année 1337, à l'âge de treize ou quatorze ans. Sa tante maternelle Élisabeth de Clare ordonne alors que des images en cire et une peinture des Évangélistes soient réalisées auprès de sa sépulture.